# Лежён, Эдди
Эдди Лежён (фр. Eddy Lejeune; 4 апреля 1961, Вервье) — бельгийский мототриалист, 3-кратный чемпион мира по мототриалу, 7-кратный чемпион Бельгии.

## Спортивная карьера
Семья Лежён была тесно связана с триалом. Отец Эдди, Жан Лежён, стал пионером триала в Бельгии и с помощью своего мотоклуба Royal Dison Moto Club провёл Чемпионат Бельгии 1955 года — один из первых локальных чемпионатов в Европе и мире (до того чемпионаты проводили Ирландия, Канада, Великобритания, Новая Зеландия и Нидерланды). В 1963 году именно Жан Лежён стал инициатором и одним из основных активистов первого Чемпионата мира по мототриалу. С 1964 по 1967 год Чемпионат официально назывался «Вызов Анри Грутарда» (Challenge Henry Groutards). Первый триал в рамках первого чемпионата был проведен именно в Бельгии, близ деревни Марш-Ле-Дам, 12 февраля 1964 года.
Жан с детства пручал детей — Эдди и Жана-Мари — к мотоциклам. В возрасте 5 лет Эдди стал заниматься велотриалом. Первый мотоцикл, Montesa Cota 25, ему подарил брат, Жан-Мари, причём этот мотоцикл он выиграл в качестве приза в одном из локальных соревнований. Сам Жан-Мари трижды становился чемпионом Бельгии, а также выступал в Чемпионате мира по триалу с 1968 по 1985 годы, правда заметных успехов не снискал.
С 12 лет Эдди Лежён начал выступать в мототриале, и в 1977 году на Honda выиграл молодёжный Чемпионат Бельгии. Его заметило руководство японской компании, и в 1978-м он подписал с Honda контракт. На мотоцикле Honda TL 200 в 1979 году Лежён дебютировал в Чемпионате мира в возрасте 17 лет и набрал очки уже во втором своём триале. В домашнем триале 1979 года он финишировал 4-м, после чего ряд соперников подали протесты на то, что Лежён не является совершеннолетним и не может выступать в Чемпионате. Протесты были удовлетворены, и Лежёна лишили набранных на первых этапах очков. Лежён пропустил ряд этапов и вернулся в конце года уже после того, как ему исполнилось 18 лет.
В 1980 году Лежён одержал первую победу на этапе (опять же, домашнем, в Бельгии) и в 1981-м стал основным пилотом Honda в чемпионате. В 1982, 1983 и 1984 годах Эдди Лежён выиграл подряд три чемпионата мира — до него подобное удавалось лишь Ирьо Вестеринену. Практически по всем триалам с ним путешествовала его семья — не только Жан-Мари, сам продолжавший выступать, но также родители, младший брат Эрик и три сестры.
Новая модель Honda 360, появившаяся в 1985 году, оказалась не очень удачной, в то время как итальянская марка Fantic с Тьерри Мишо за рулём набирала силу, и череда побед Лежёна завершилась. Мотоцикл Honda RTL 250S, представленный в 1987-м, оказался катастрофически неконкурентоспособным, и Лежён занял в чемпионате только девятое место. Это стало одной из причин ухода Honda из триала; после этого Лежён выступал на мотоциклах Merlin и Montesa, заведомо более слабых. В 1990 году он принял решение о завершении карьеры.

## После окончания карьеры
Эдди Лежён женился ещё в 1982 году, и после окончания карьеры посвятил себя семье — супруге Доминик, дочери Мод и сыну Амори. Он вернулся к управлению семейным бизнесом — Plastiflac (позже — Distriflac), основанной его отцом фабрике по производство пластиковой упаковки. С 2003 года Лежён иногда принимает участие в ретро-триалах для старшей возрастной категории.
Эдди Лежён считается последним триалистом «классической эпохи», так как титул 1984 года стал последним в истории, выигранном на мотоцикле с амортизаторами на обоих колёсах. Лежён стал одним из первых триалистов, использовавших задний ход при прохождении трассы (впоследствии это будет запрещено).

## Результаты выступлений в Чемпионате мира по мототриалу на открытом воздухе
| Год  | Мотоцикл | 1       | 2       | 3       | 4      | 5      | 6     | 7      | 8     | 9      | 10     | 11     | 12     | Место | Очки |
| ---- | -------- | ------- | ------- | ------- | ------ | ------ | ----- | ------ | ----- | ------ | ------ | ------ | ------ | ----- | ---- |
| 1979 | Honda    | IRL ДСК | GBR ДСК | BEL ДСК | NED    | ESP    | FRA   | CAN 10 | USA 9 | ITA 21 | SWE 6  | FIN    | CZE 7  | 15    | 12   |
| 1980 | Honda    | IRL 16  | GBR 10  | BEL 1   | ESP 8  | AUT 1  | FRA 4 | SUI 1  | GER 6 | ITA 7  | FIN 7  | SWE 3  | CZE 5  | 4     | 86   |
| 1981 | Honda    | ESP 2   | BEL 1   | IRL 1   | GBR 6  | FRA 6  | ITA 4 | AUT 16 | USA 6 | FIN 7  | SWE 6  | CZE 6  | GER 5  | 4     | 85   |
| 1982 | Honda    | ESP 1   | BEL 1   | GBR 2   | ITA 1  | FRA 2  | GER 1 | AUT 1  | CAN 3 | USA 1  | FIN 1  | SWE 1  | POL 4  | 1     | 162  |
| 1983 | Honda    | ESP 4   | BEL 1   | GBR 1   | IRL 1  | USA 3  | FRA 5 | AUT 1  | ITA 1 | SUI 1  | FIN 1  | SWE 2  | GER 1  | 1     | 156  |
| 1984 | Honda    | ESP 2   | BEL 1   | GBR 4   | IRL 1  | FRA 1  | GER 3 | USA 2  | CAN 1 | AUT 3  | ITA 1  | FIN 1  | SWE 2  | 1     | 214  |
| 1985 | Honda    | ESP 3   | BEL 1   | GBR 2   | IRL 2  | FRA 6  | USA 3 | AUT 1  | POL 2 | FIN 2  | SWE 2  | SUI 2  | GER 4  | 2     | 195  |
| 1986 | Honda    | BEL 1   | GBR 6   | IRL 2   | ESP 1  | FRA 4  | USA 3 | CAN 1  | GER 3 | AUT 2  | ITA 1  | SWE 4  | FIN 13 | 3     | 183  |
| 1987 | Honda    | ESP     | BEL 6   | GBR 4   | IRL 3  | GER    | FRA   | USA    | AUT 8 | ITA 12 | CZE 8  | SUI 6  | SWE 4  | 9     | 81   |
| 1988 | Merlin   | ESP 10  | GBR 6   | IRL 9   | LUX 3  | GER 7  | AUT   | FRA 5  | BEL 2 | ITA 7  | SWE 12 | FIN 6  | POL 6  | 6     | 108  |
| 1989 | Montesa  | GBR 10  | IRL 12  | ITA 7   | USA 11 | CAN 10 | FRA 9 | SWI    | ESP   | AUT 15 | CZE 10 | GER 14 | LUX 5  | 10    | 57   |
| 1990 | Montesa  | IRL     | GBR     | USA     | CAN    | BEL 12 | GER   | SWE    | FIN   | ESP    | ITA    | POL    | SWI    | 25    | 4    |